# Фаїмалага Лука
Фаїмалага Лука (15 квітня 1940  — 19 серпня 2005 , Сува ) — політик островів Тувалу. Представляв виборчий округ Нукуфетау в парламенті Тувалу. Служив генерал-губернатором (2003—2005) і прем'єр-міністром (2001) Тувалу.

## Життєпис
Працював радіоведучим. 40 років провів на державній службі та у політиці. Працював міністром охорони здоров'я у 1994—1996 роках, міністром внутрішніх справ у 1999—2001 роках. Одружений, дружина — Сікіона Лука.
Після смерті прем'єр-міністра Йонатана Йонатана 8 грудня 2000 року виконуючим обов'язків прем'єр-міністра з 8 грудня 2000 року по 24 лютого 2001 року став Лагітупу Таїліму. Фаїмалага Лука став прем'єр-міністром Тувалу 23 лютого 2001 року і був приведений до присяги на наступний день. Уряд Луки тривав до грудня 2001 року, коли він втратив посаду, наслідок вотуму недовіри. 13 грудня 2001 року колишній міністр фінансів Колоа Талаке призначений прем'єр-міністром.
У червні 2003 року він став спікером парламенту, хоча належав до опозиції.
9 вересня 2003 році Фаїмалагу Луку призначений генерал-губернатором Тувалу, представником королеви Єлизавети II та фактичним керівником держави. Пішов у відставку 15 квітня 2005 року, після досягнення віку у 65 років (на Тувалу діє віковий ценз для посадовців у 65 років).
Помер 19 серпня 2005 року на Фіджі, де він проходив лікування.